# Samtgemeinde Bevensen-Ebstorf
De Samtgemeinde Bevensen-Ebstorf is een Samtgemeinde in de Duitse deelstaat Nedersaksen. Het is een samenwerkingsverband van 13 kleinere gemeenten in het Landkreis Uelzen. Het bestuur is gevestigd in Bad Bevensen. Te Ebstorf zetelt een dependance daarvan met o.a. een service burgerzaken (paspoorten, aangiftes geboorte en overlijden enz.).
De Samtgemeinde ontstond op 1 november 2011 uit een fusie van de voormalige Samtgemeinden Samtgemeinde Altes Amt Ebstorf (5 plaatsen met A gemerkt) en Samtgemeinde Bevensen (8 plaatsen met B gemerkt).

## Deelnemende gemeenten
- Altenmedingen (B) 1.459 inw.
- Bad Bevensen (B) 9.237 inw.
- Barum (B) 751 inw.
- Ebstorf (A) 5.355 inw.
- Emmendorf (B) 698 inw
- Hanstedt (A) 911 inw.
- Himbergen (B) 1.705 inw.
- Jelmstorf (B) 759 inw.
- Natendorf (A) 696 inw.
- Römstedt (B) 798 inw.
- Schwienau (A) 673 inw.
- Weste (B) 940 inw.
- Wriedel (A) 2.332 inw.

Totale bevolking gehele Samtgemeinde: 26.314 inwoners.

## Ligging en infrastructuur
De Samtgemeinde ligt aan de oostelijke rand van de toeristisch belangrijke Lüneburger Heide.
Door het gebied loopt de Bundesstraße 4 van Lüneburg in het noorden, door Jelmstorf, westelijk langs Bad Bevensen en Emmendorf, zuidwaarts naar Uelzen.
De spoorlijn Lüneburg-Uelzen v.v. (zie: Spoorlijn Lehrte - Cuxhaven) loopt, enkele kilometers ten oosten van de B4 door de Samtgemeinde. Alleen Bad Bevensen heeft een station aan deze lijn.
Aan de spoorlijn Uelzen - Langwedel hebben Ebstorf en Brockhöfe, gem. Wriedel kleine stations.
De belangrijkste waterweg, die ten oosten van Bad Bevensen eveneens van Lüneburg, oostelijk langs Bad Bevensen, naar Uelzen loopt is het Elbe-Seitenkanal. Het riviertje de Ilmenau is alleen om zijn ecologische waarde van enige betekenis; alleen met kano's en kleine roeibootjes kan men op de Ilmenau varen.

## Economie, onderwijs, toerisme
De twee grootste plaatsen in de Samtgemeinde, Bad Bevensen en Ebstorf, zijn ook economisch, op onderwijsgebied en toeristisch verreweg het belangrijkst.
Bad Bevensen is een kuuroord (jodium en keukenzout bevattende warme bronnen) met ook een aantal ziekenhuizen. Ook is er een onderwijs- en congresinstituut van bovenregionale betekenis gevestigd, het Gustav-Stresemann-Institut.
Zowel bij Ebstorf als Bad Bevensen staat een cultuurhistorisch belangrijk klooster. De dorpskerk van Hanstedt, die ten dele uit 980 dateert, is bezienswaardig.
Bij Bad Bevensen zijn interessante archeologische vondsten gedaan, zie: Jastorfcultuur.
Direct ten westen van Wriedel ligt Munster (Nedersaksen) met zijn grote militaire oefenterreinen.
Altenmedingen · 
Bad Bevensen · 
Bad Bodenteich · 
Barum · 
Bienenbüttel · 
Ebstorf · 
Eimke · 
Emmendorf · 
Gerdau · 
Hanstedt · 
Himbergen · 
Jelmstorf · 
Lüder · 
Natendorf · 
Oetzen · 
Rätzlingen · 
Römstedt · 
Rosche · 
Schwienau · 
Soltendieck · 
Stoetze · 
Suderburg · 
Suhlendorf · 
Uelzen · 
Weste · 
Wrestedt · 
Wriedel